# Casa d’Amore
A Casa d’Amore Alberobello egyik műemlék épülete (Olaszország, Puglia régió).

## Története
A Casa d’Amore 1797-ben épült és a városban a habarcs segítségével elsőnek felhúzott épületként tartják számon. Nevét építtetője, Francesco D’Amore után kapta, aki a város első polgármestere volt. Ily módon a város felszabadulásának (önállóvá válásának) a jelképe az Acquaviva család fennhatósága alól. Részben a helyi trullókra hasonlít, viszont emelete van kis terasszal. Napjainkban a helyi turisztikai információs központ található benne.